# El quinto jinete
El quinto jinete es una novela de 1980 dentro del género tecno-thriller escrita por Larry Collins y Dominique Lapierre. La historia gira alrededor de dirigente libio Gaddafi que toma como rehén a toda Nueva York con la amenaza de activar una bomba nuclear escondida en la ciudad. El libro tuvo un efecto tan impresionante que el Presidente francés canceló la venta de reactores nucleares a Libia.[cita requerida]
Un posterior libro de los mismos autores tiene exactamente la misma trama, "Arde Nueva York?", cambiando a Jimmy Carter por George W. Bush, Muammar al-Gaddafi por  Osama bin Laden , y 1980 por 2005.

## Resumen
Kamal Dajani llega a la Ciudad de Nueva York dispuesto a hacer explotar una bomba nuclear resentido por la muerte de su padre en Cisjordania.
Su hermana Leila, disfrazada, entrega la amenaza escrita de Gaddafi a la Casa Blanca, con diseños técnicos para probar que la bomba es real. El Presidente (un trasunto de Jimmy Carter) y su equipo se convencen de que se trata de una bomba-H.
El equipo de búsqueda nuclear es activado. Entretanto, los equipos de policía de Nueva York y del FBI, incluyendo el detective del NYPD Angelo Rocchia y el agente del FBI Jack Rand, siguen la pista de un barril de gas de cloro.
El alcalde de Nueva York, Abe Stern, es convocado a la Casa Blanca y es informado de la amenaza nuclear. No se puede evacuar la ciudad y sus  refugios nucleares están llenos de basura, susceptibles de inundarse o sin suministros. 
Los dirigentes militares de Israel no confían en el presidente durante esta crisis. Israel lanza un ataque aéreo en contra Libia, utilizando F-4 Phantoms hasta que el embajador francés advierte a Israel de que la URSS lanzará un ataque nuclear contra Israel a no ser que aborten su ataque a Libia. El mundo parece estar al borde de la guerra total.

## Historia del desarrollo
Los libro fue publicado en inglés por Michael Korda en Simon & Schuster en 1980. Los autores Larry Collins y Dominique Lapierre eran periodistas—Collins había escrito para Newsweek y Lapierre para Paris Match. Paramount barajó la posibilidad de adaptar la historia al cine pero abandonaron la idea.